# Кимура, Такуя (актёр)
Такуя Кимура (яп. 木村 拓哉 Кимура Такуя, род. 13 ноября 1972, Токио) — японский певец, музыкант и актёр, радио-ведущий и бывший солист группы SMAP.

## Биография
Такуя родился 13 ноября 1972 года в городе Токио. До шести лет он жил в городе Миноо, в префектуре Осака, затем он переехал в город Тиба, где он окончил школу. В ноябре 1987 года Такуя успешно прошёл прослушивание в агентстве по поисков талантов «Johnny & Associates», на момент прослушивания, ему было 15 лет. После прослушивания, они отобрали пятерых мальчиков, и создана группа под первоначальным названием «Skate Boys» в качестве подтанцовки. В апреле 1988 году продюсер Джонни Китагава выбрал шестерых из двенадцати мальчиков и создал группу «SMAP».
В 1996 году выпустился сериал «Летние каникулы», ставший успешным, где он сыграл главную роль. Ему дали прозвище «Король рейтингов». А сериал «Герой» 2001 года, тоже с его участием стал одним из самых успешных программ за всю историю японского телевидения

## Личная жизнь
С 2000 года женат на певице Сидзуке Кудо. Имеют двоих дочерей: Кокоми (род. 1 мая 2001 года) и Мицуки (род. 5 февраля 2003 года).

## Фильмография
| Год       |    | Русское название          | Оригинальное название        | Роль                         |
| --------- | -- | ------------------------- | ---------------------------- | ---------------------------- |
| 1994      | ф  |                           | Shoot!                       | Ёсихару Кубо                 |
| 1995      | ф  |                           | Kimi wo Wasurenai            | Дзунъитиро Уэда              |
| 1996      | с  | Долгие каникулы           | Long Vacation                | Хидэтоси Сена                |
| 2001—2014 | с  | Герой                     | Hero                         | Кохэй Курю                   |
| 2003      | с  | Удачи!!                   | Good Luck!!                  | Хадзимэ Синкай               |
| 2004      | ф  | 2046                      | 2046                         | Таку                         |
| 2004      | мф | Ходячий замок             | Howl's Moving Castle         | Хаул (голос)                 |
| 2006      | ф  | Любовь и честь            | Love and Honor               | Синосукэ Мимура              |
| 2007      | ф  | Герой                     | Hero                         | Кохэй Курю                   |
| 2008      | с  | Перемена                  | Change!                      | Асакура Кеита                |
| 2008      | с  |                           | Mr. Brain                    | Рюсуке Цукумо                |
| 2009      | ф  | Я прихожу с дождём        | I Come with the Rain         | Ситао                        |
| 2010      | мф | Красная черта             | Redline                      | Джошуа Панкхед (голос)       |
| 2010      | ф  | 2199: Космическая одиссея | Space Battleship Yamato      | Сусуму Кодай                 |
| 2010      | с  | Лунные влюблённые         | Tsuki no Koibito Moon Lovers | Рэнсукэ Хадзуки              |
| 2011      | ф  | Создание партии           | Jiàn Dǎng Wěi Yè (кит.)      | Японский офицер              |
| 2011      | с  |                           | Nankyoku Tairiku             | Такэси Курамоти              |
| 2013      | с  |                           | Andō Lloyd: A.I. knows Love? | Андо Ллойд / Рэйдзи Мацусима |
| 2012      | с  |                           | Priceless                    | Фумио Киндайти               |
| 2015      | ф  | Герой                     | Hero                         | Кодзэй Курю                  |
| 2017      | ф  | Клинок Бессмертного       | Blade of the Immortal        | Мандзи                       |
| 2023      | с  | Рой                       | The Swarm                    | Айто Мифунэ                  |
| 2023      | мф | Мальчик и птица           | Kimitachi wa Dou Ikiru ka    | Сёити Маки (голос)           |